# بيل بروف
بيل بروف هو سياسي أمريكي، ولد في 15 أكتوبر 1966 في ميدلتاون في الولايات المتحدة. نشط حزبياً في الحزب الجمهوري. وقد انتخب عضو جمعية ولاية كاليفورنيا ‏.

## وصلات خارجية
- الموقع الرسمي